# Хвалибога
Хвалибога (укр. Хвалибога) — село в Городенковской городской общине Коломыйского района Ивано-Франковской области Украины.
Население по переписи 2001 года составляло 332 человека. Занимает площадь 7,477 км². Почтовый индекс — 78153. Телефонный код — 03430.

## История
С 1961 по 1993 г. носило название Рудневка.